# Granizado
O granizado, também conhecido como raspadinha ou raspa-raspa é uma sobremesa composta por gelo picado ou ralado e xarope, que pode vir em diversas cores e sabores.

## História

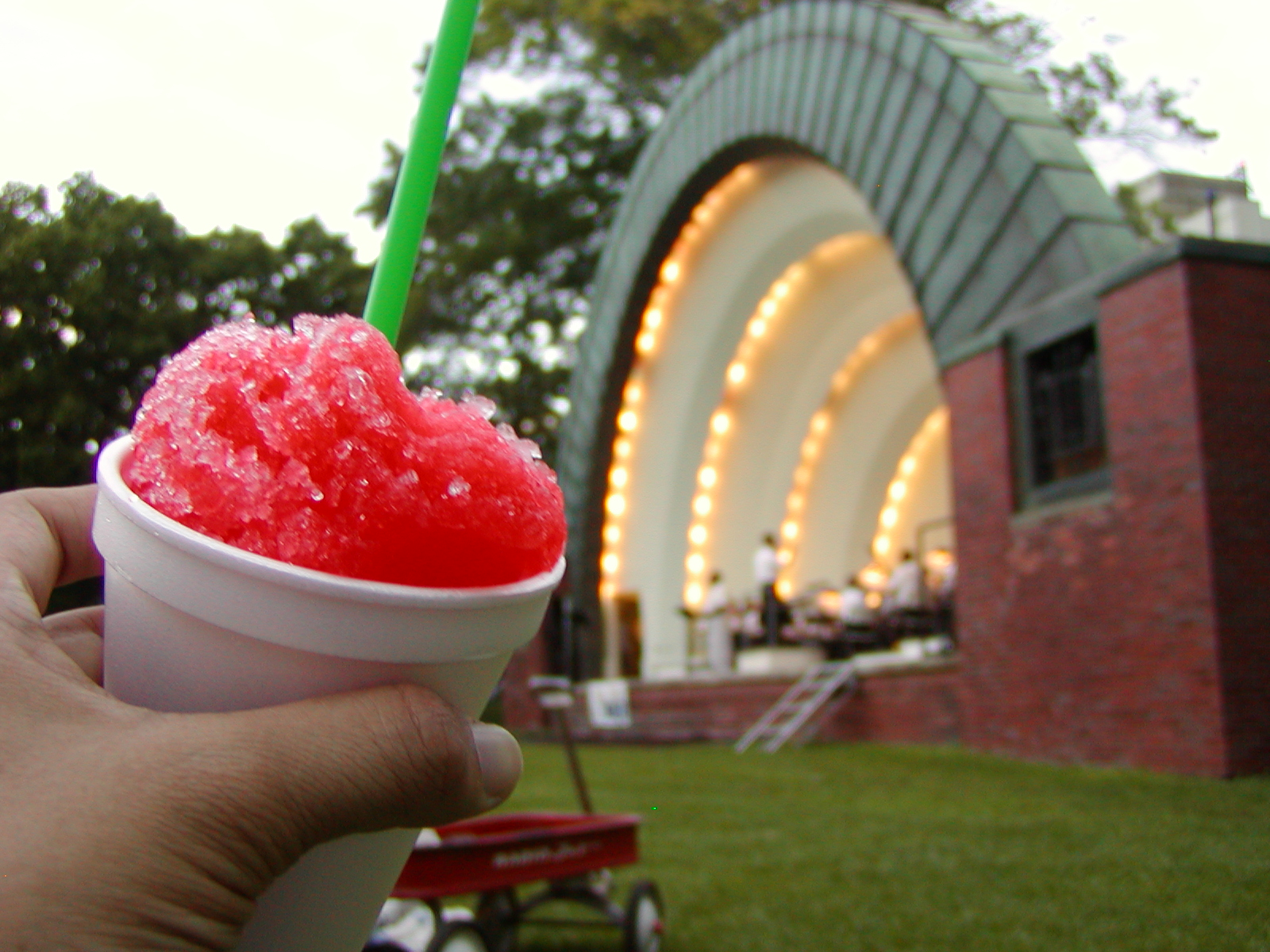
Granizado com xarope de cereja.

### Revolução Industrial
Na década de 1850 a Revolução Industrial americana tornou o gelo disponível comercialmente. Casas de gelo em Nova York comumente vendiam gelo para lugares como a Flórida. Para transportar o gelo para a Flórida, as casas de gelo enviavam um vagão com um enorme bloco de gelo. A rota para a Flórida poderia passar através de Baltimore. Em Baltimore, as crianças corriam até o vagão para pedir uma pequena raspagem de gelo. Pouco tempo depois, as mães passaram a fazer aromatizantes para os filhos adicionarem ao gelo. O primeiro sabor que fizeram se tornou popular e o favorito em Baltimore: creme de ovos. O creme de ovos era um sabor fácil de fazer, apena ovos, baunilha e açúcar.